# Enoploides brunettii
Enoploides brunettii är en rundmaskart som beskrevs av Gerlach 1953. Enoploides brunettii ingår i släktet Enoploides och familjen Enoplidae. Inga underarter finns listade i Catalogue of Life.